# متحف الأحياء المائية
متحف الأحياء المائية بالإسكندرية متحف صغير يضم عدة أنواع من الأسماك والحيوانات البحرية من المياه المالحة من البحر المتوسط والبحر الأحمر كما يضم أنواعا أخرى تعيش في المياه العذبة كنهري النيل والأمزون.

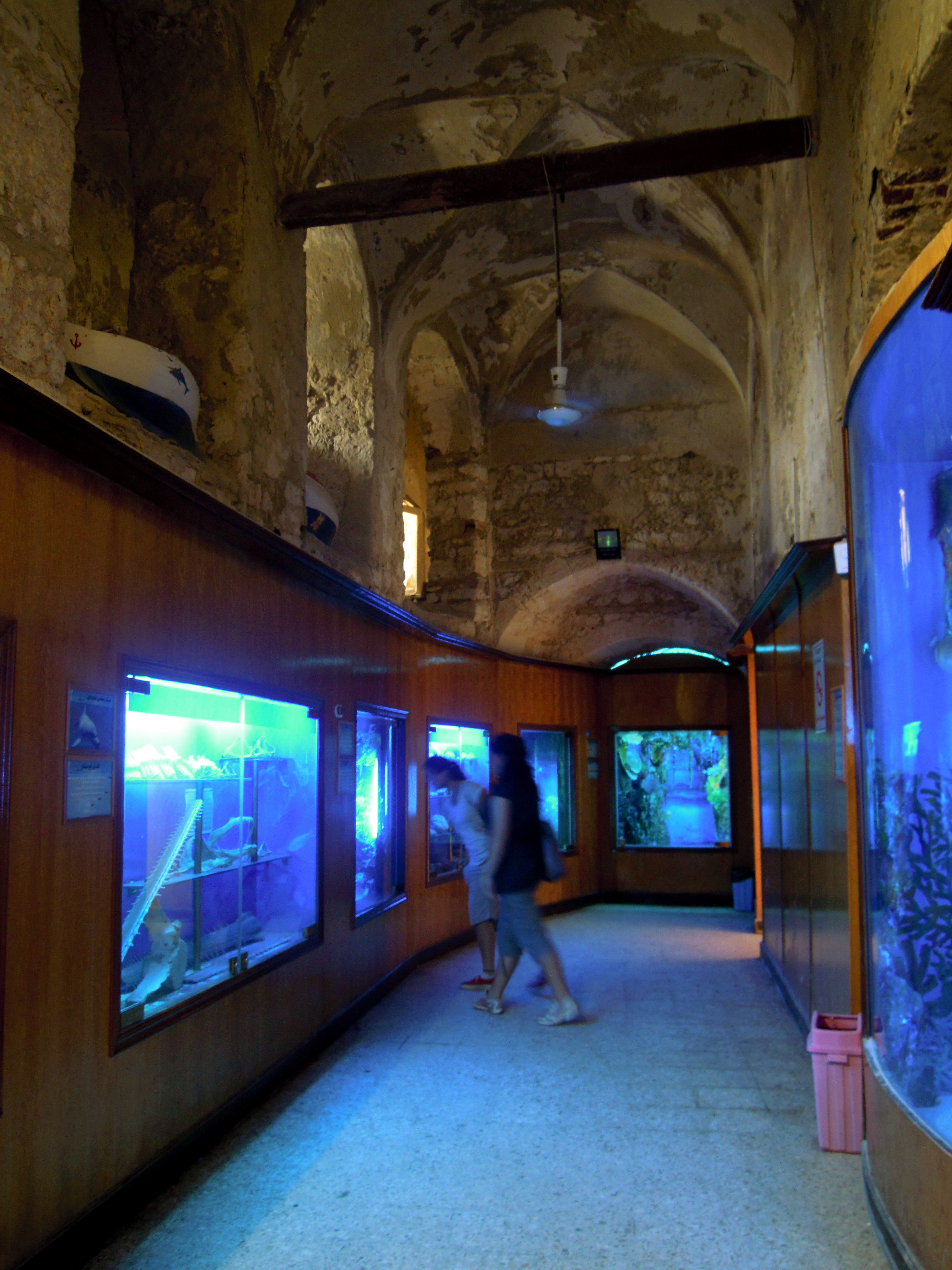
صورة من داخل متحف قلعة قايتباى و ترى أقواس سقف القلعة أعلى الصورة ، وهذا المتحف يحوى أسماكا محنطة و متعلقات بحرية ، وهو قريب جدا من متحف الأحياء المائية موضوع هذه المقالة

## النشأة والموقع
أنشئ المتحف عام 1930، وهو يقع بالقرب من قلعة قايتباي بالأنفوشي. ويضم الموقع إلى جانب المتحف معهدا لأبحاث الأحياء المائية.

## معرض الصور

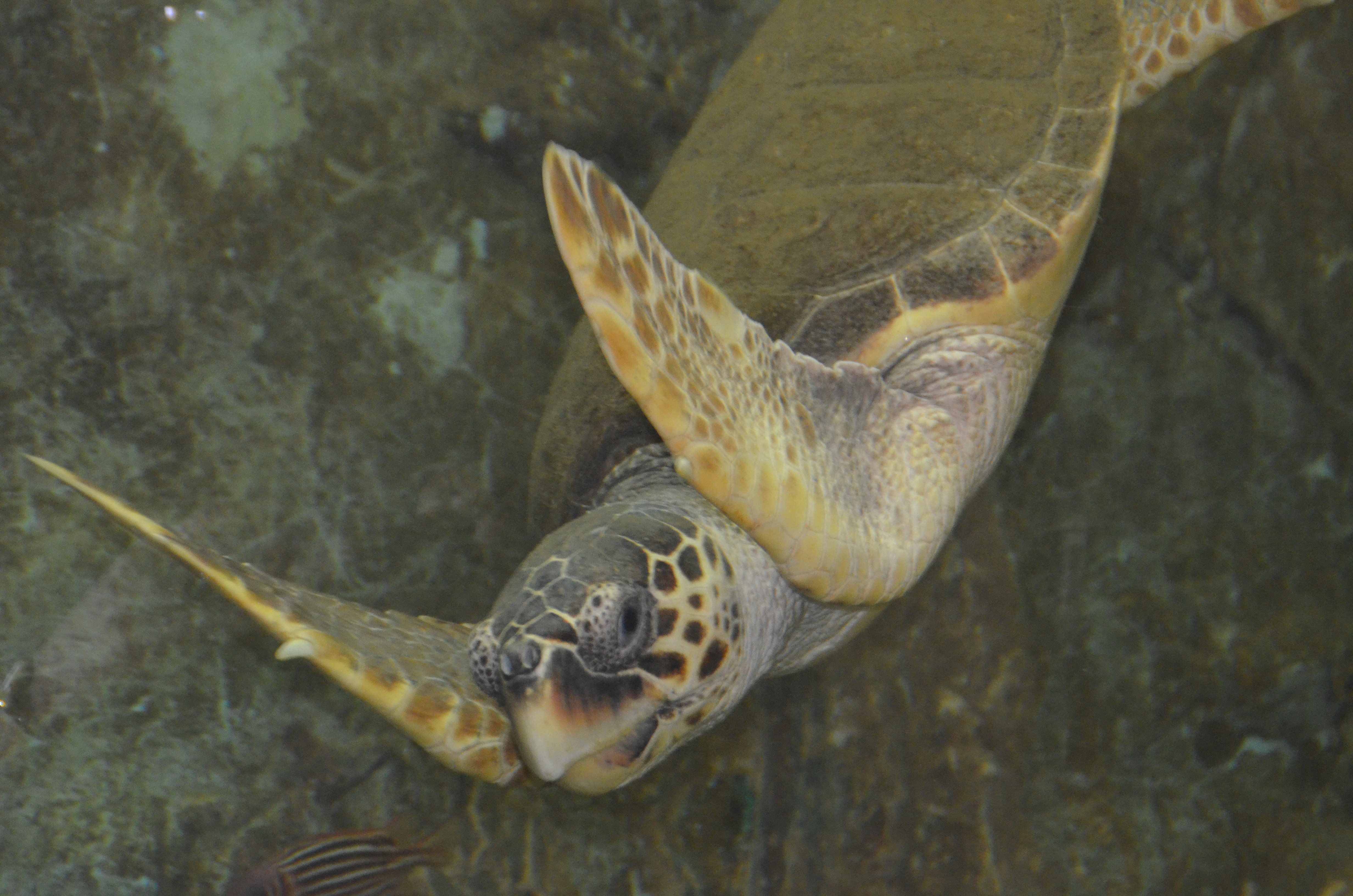
سلحفة بحرية Cheloniidae
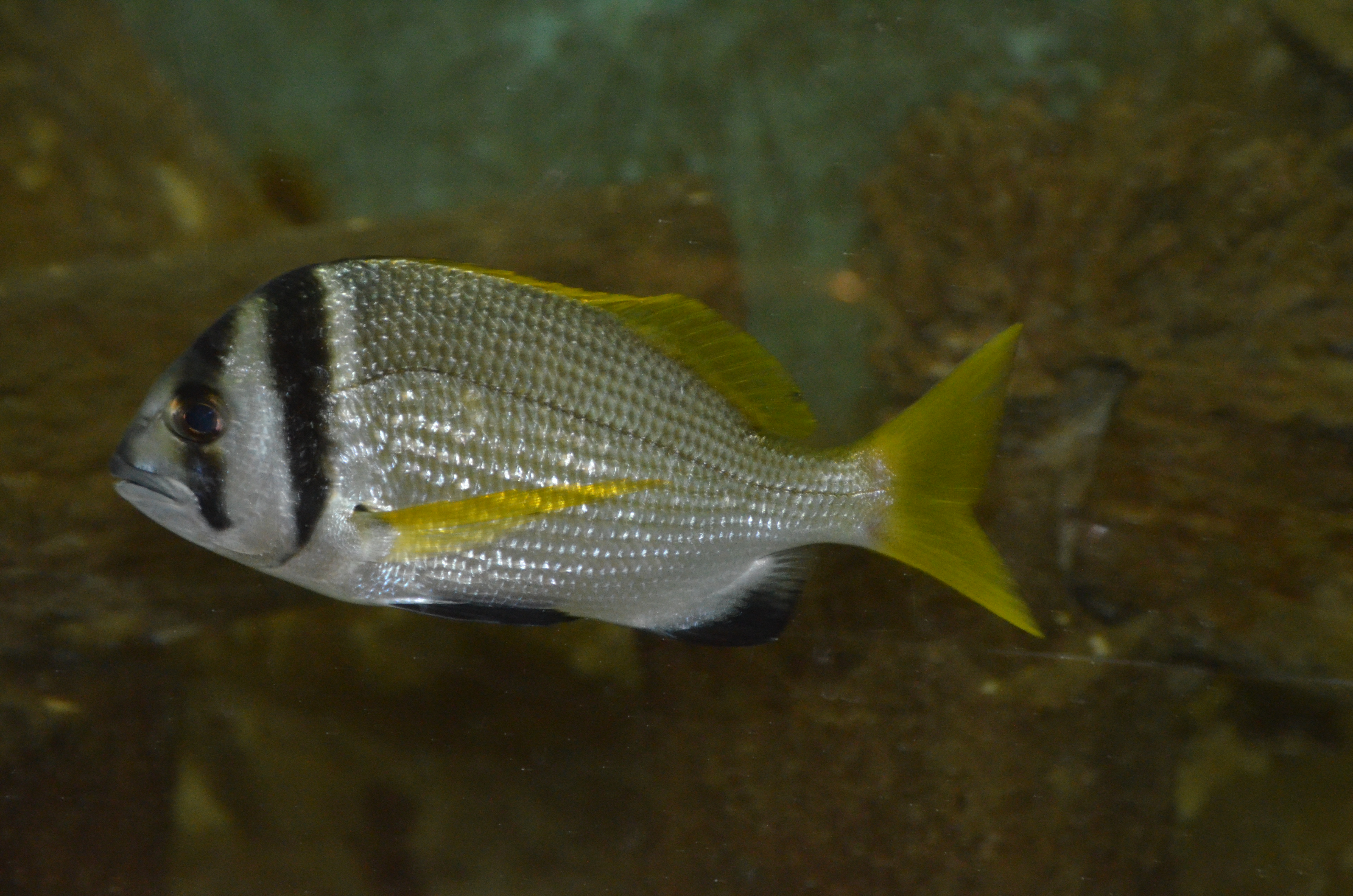
سيبريم من فصيلة الأسبور (الاسم في مصر: رباج أو رباجه) (الاسم في عمان و الإمارات :فاسكر , فاسكره , ربابه) Acanthopagrus bifasciatus
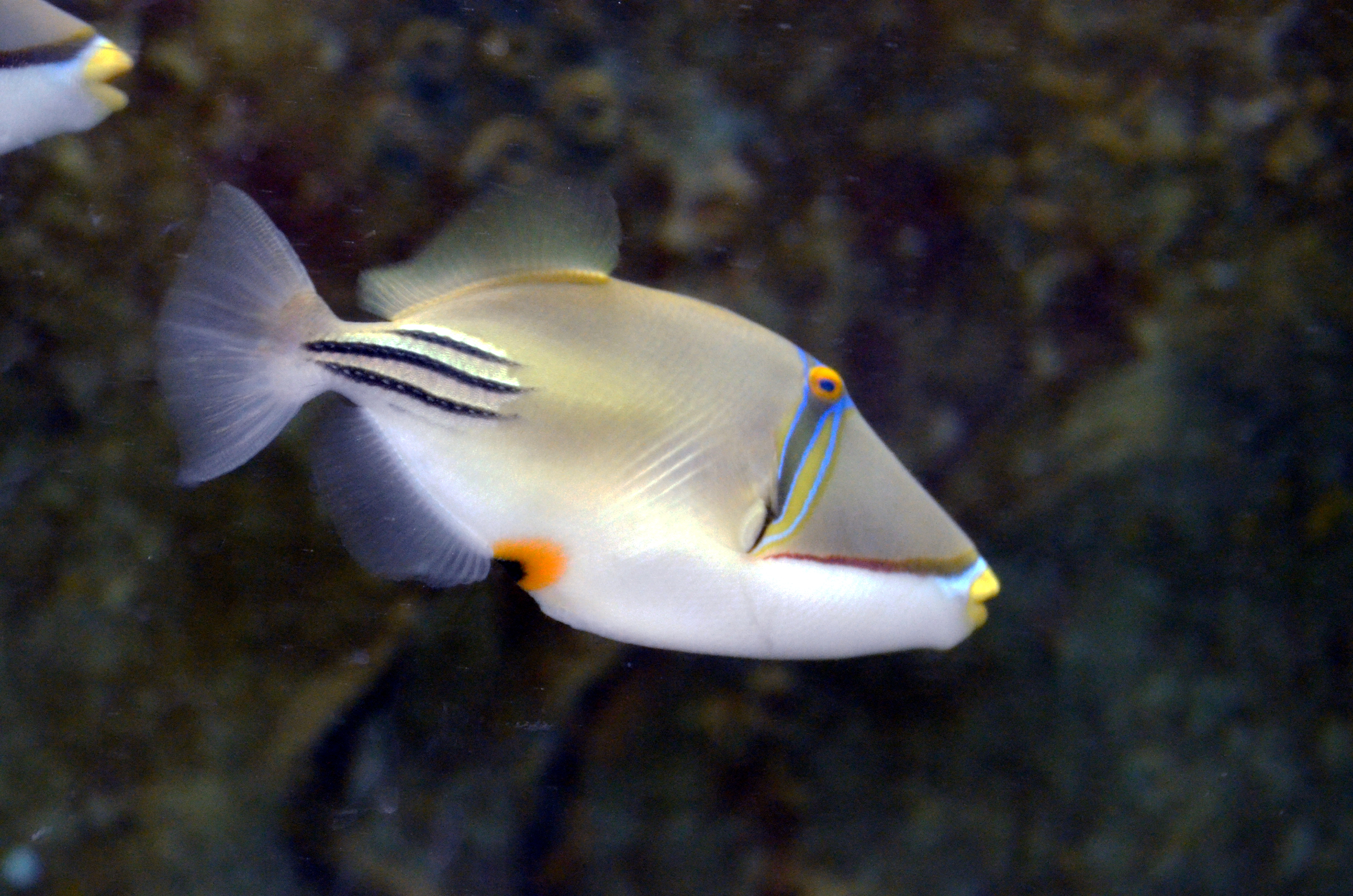
سمكة بيكاسو Rhinecanthus assasi